# Escopaestesia

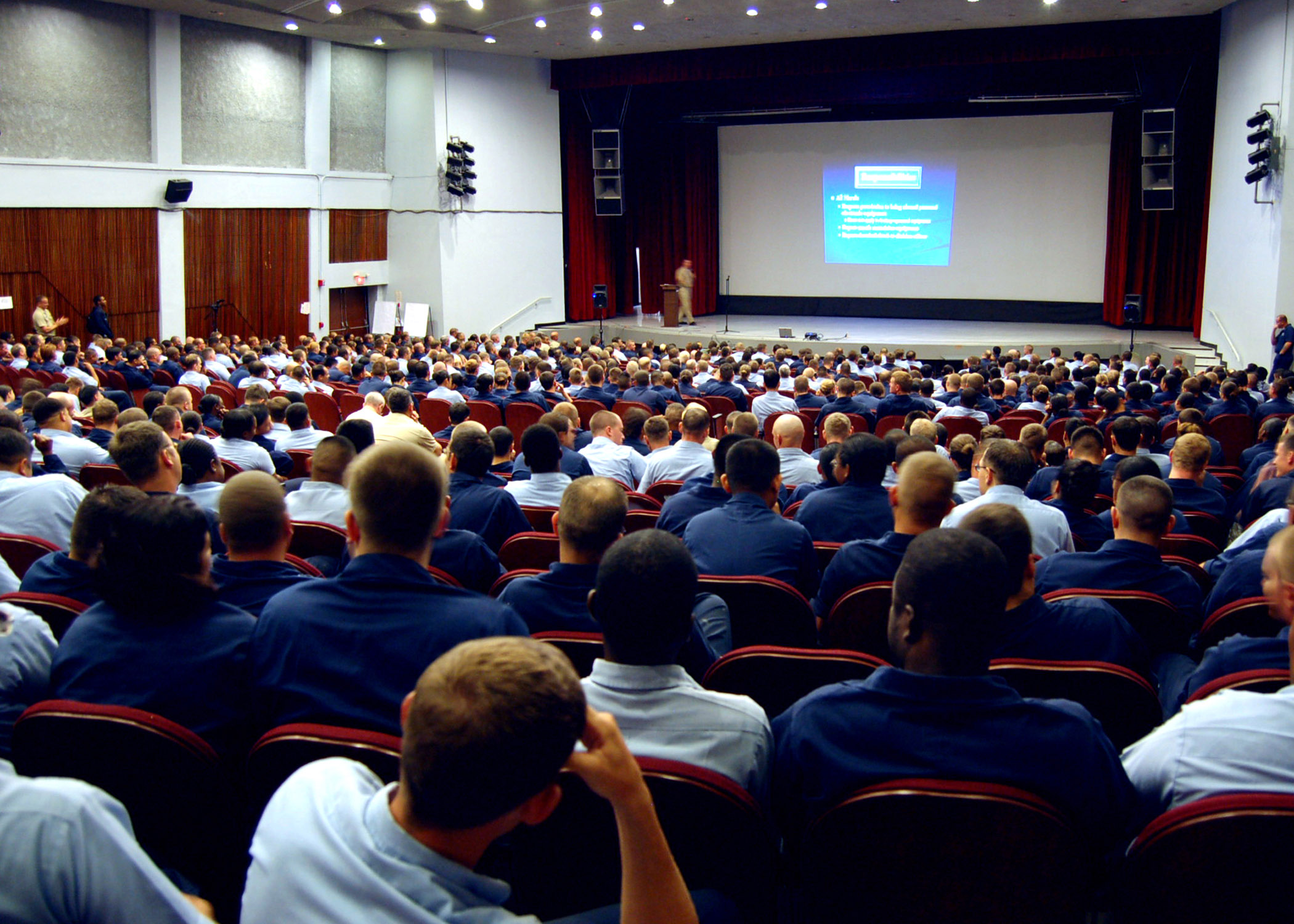
A "escopaestesia" foi relatada em salas de aula e palestras lotadas

Escopaestesia é a sensação de estar sendo observado por alguém, mesmo que não possamos ver essa pessoa. É um fenômeno que foi estudado pelo filósofo e biólogo britânico Rupert Sheldrake, que realizou vários experimentos para testar essa habilidade. No entanto, a maioria dos estudos científicos não encontrou evidências de que as pessoas possam detectar a mirada de forma extrasensorial. Alguns pesquisadores sugerem que a escopaestesia é um efeito psicológico ou uma ilusão perceptiva.

## Origem
A origem desse fenômeno remonta a 1898, quando o psicólogo Edward B. Titchener relatou que alguns estudantes de suas aulas acreditavam que podiam sentir quando alguém os olhava por trás, e que podiam fazer alguém se virar se olhassem fixamente para a nuca dessa pessoa. Titchener realizou vários experimentos de laboratório para testar essa hipótese, mas não encontrou resultados positivos. Outros estudos posteriores também não confirmaram a existência da escopaestesia como um fenômeno paranormal.